# مرجل يدوي

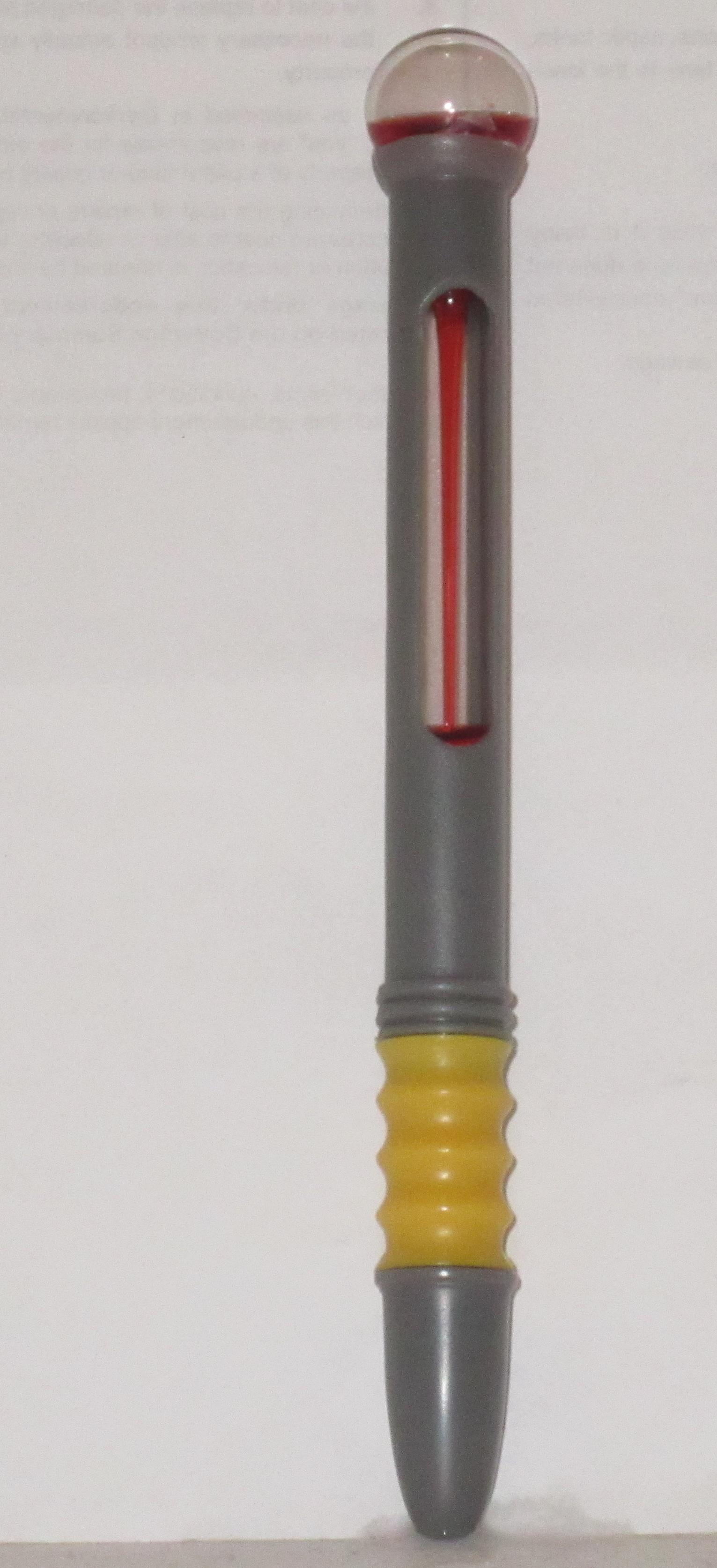

المرجل اليدوي أو مقياس الحب هو منحوتة زجاجية تستخدم كأداة تجريبية لإظهار قانون شارلز وتوازن السائل وبخاره أو كأداة لهواة الجمع لقياس الحب. ويتكون من لمبة سفلية تحتوي على سائل تطايري وخليط من الغازات التي ترتبط عادةً بواسطة التواء أنبوب زجاجي يتصل بلمبة زجاجية علوية أو لمبة «استقبال».

## الميكانيكا
يتكون السائل الملون داخل المرجل اليدوي من خليط من السوائل التطايرية التي تجعل نقطة غليان الخليط عند درجة أعلى من درجة حرارة الغرفة بمقدار طفيف. لا يغلي السائل الذي بداخل المرجل بالفعل. ولكن «الغليان» يحدث بسبب العلاقة بين درجة الحرارة وضغط الغاز.د فعندما ترتفع درجة حرارة الغاز في إناء مغلق، يرتفع معه الضغط أيضًا. وتتحرك الجزيئات بشكل أسرع في الغاز الأعلى حرارة. يجب أن يكون هناك فارق في درجة الحرارة (والضغط) بين غرفتين كبيرتين ليتحرك السائل. عند حملها بشكل مستقيم (باللمبة الصغيرة في الأعلى)، ستنتقل السوائل من اللمبة ذات الضغط المرتفع إلى اللمبة ذات الضغط المنخفض. وخلال استمرار الغاز في التمدد، ستنتج عنه فقاعات عبر السائل، مما يجعله يظهر كأنه في حالة غليان. ونظرًا لأن السائل متطاير (يتبخر بسهولة)، فإنه يجعل المرجل اليدوي أكثر فعالية. فإضافة الحرارة إلى السائل ينتج عنها المزيد من الغاز، وكذلك الضغط المتزايد في إناء مغلق.

## الثقافة الشعبية
في الثقافة الشعبية، غالبًا ما تعرف المراجل اليدوية بمقاييس الحب لأن الأنبوب الذي يفصل بين اللمبتين العلوية والسفلية على شكل قلب والسائل الطيار لونه أحمر. يعد مقياس الحب تذكارًا أو أحد الأغراض التي تستهوي هواة الجمع.